# Хемијски посредници запаљења
Хемијски посредници запаљења су супстанце које су често и широко распрострањене у читавом организму, а луче се или активирају локално на месту запаљења. Оне могу деловати посредно или непосредно на крвне судове или показивати хемотактичне особине у односу на леукоците. После лучења постоји тенденција да се брзо локално инактивишу, што представља карактеристику која је важна у контроли запаљења.
Поред тога многе од ових супстанци су повезане серијом интеракција које теже да појачају њихове ефекте на начин означен термином »позитивна спрега«. Контрола је према томе, значајан аспект запаљења, у смислу ограничавања њихових реакција и спречавања спонтаних активација флогистичких фактора који нису неопходни. Уколико ова контрола откаже, јављају се извесна патолошка стања.

## Активности
Значајне ћелијски и васкуларне промене пре свега вазодилатација, повећана пропустљивост и емиграција леукоцита настају после оштећења ткива. Постоји јасна повезаност између појаве оштећења и стимулације васкуларних промена, што се остварује преко хемијских посредника (медијатора) запаљења. Ове супстанце су најчешће широко распрострањене у неактивном облику у читавом организму, а луче се или активирају локално на месту запаљења. Оне могу деловати посредно или непосредно на крвне судове или показивати хемотактичке особине у односу на леукоците. После лучења постоји тенденција да се брзо локално инактивишу, што представља карактеристику која је важна у контроли запаљења. Поред тога многе од ових супстанци су повезане са серијом интеракција које теже да појачају њихове ефекте на начин означен термином »позитивна повратна спрега«. Контрола је према томе, значајан аспект запаљења, у смислу ограничавања његових реакција и спречавања спонтане активације флогистичких фактора који нису неопходни. Уколико ова контрола откаже јављају се извесна патолошка стања.

## Врсте
До сада познати посредници (медијатори) могу се поделити у више група, од којиј су најзначакније:;

### 1. Вазоактивни амини
Хистамин
Хистамин је биогени амин и органско једињење азота које учествује у локалном имунолошком одговору, регулацији физиолошких функција у цревима, а делује и као неуротрансмитер. Налази се у готово свим ткивима у организму, где се ствара из хистидина процесом декарбоксилације. Хистамин је у форми безбојних хигроскопних кристала који се топе на 84°C и лако растварају у води или етанолу, али не и у етру. У воденом раствору хистамина постоји у два облика, као супстанце (N π-H-хистамин  и N τ-H - хистамин). Једном формиран, хистамин је или ускладиштен или је брзо инактивиран. Како се хистамин брзо инактивира, он није одговоран или има само подређену улогу у другој фази запаљењске реакције која траје дуже.
Заједно са хепарином, серотонином и другим супстанцама, хистамин се лучи из мастоцита (ткивних базофила), који карактеристично леже у везивном ткиву у близини крвних судова, затим из базофилних леукоцита и тромбоцита. Хистамин иницира инфламаторни одговор у првој (раној) фази запаљења, када је и најактивнији. Као део имунског одговора на патогене, његово главно дејство представља контракција екстраваскуларне глатке мускулатуре, затим дилатација (ширење) артериола и повећање васкуларне пропустљивост капилара за бела крвна зрнца и протеине, узрокујући стварање пукотина између ендотелних ћелија. То омогућава у инфицираним ткивима дејство против страних микроорганизама.
Хистамин у синапсама снижава ниво ацеталдехид дехидрогеназе. Недостатак овог ензима који изазива алергијску реакцију заснива се на присуству хистамина у синапси. Хистамин снижава хистамин Н-метилтрансферазу и диамин оксидазе. Сезонска алергијска реакција, алергијска астма и неке болести изазване храном, (такозвана „тровања храном"), настају због конверзије хистидина односно хистамина у храни.
Серотонин
Серотонин је један важних неуротрансмитер. Заступљен је свуда у људском телу, али највише у:
- Гастроинтестиналном систему у неуроендокриним ћелијама. Ослобађањем серотонина из ових ћелија настаје осећај мучнине и повраћања (одбрамбена реакција организма).
- Централном нервном систему у (лат. nucleus raphe magnus) где има улоге у регулисању рем фаазе сна. Преко нервне регулације учествује у развоју осећаја ситости и глади и модулисањју бола и у изазивању осећаја задовољства.
- Тромбоцитима где учествује у процесу коагулације.

Серотонин делује вазоконстрикоторно.
Адреналин  и  норадреналин
Адреналин и  норадреналин као и њихови претходници допамин и ДОПА, смањују повећану васкуларну пропустљивост у акутном запаљењу.
- Норадреналин испољава дејство везујући се за одговарајуће рецепторе. Постоје α и β рецептори. Сви рецептори су повезани са Г-протеином.[10] α рецептори се деле на α1 и α2, а β на β1, β2 рецепторе. Норадреналин се везије претежно за α и за β1 рецепторе, док се за β2 рецепторе везује нешто слабије. Одатле потиче и мала разлика у дејству ових веома сличних супстанци, тако да нпр. адреналин преко β2 рецептора може деловати вазодилататорно, а преко α1 вазоконстрикторно, док норадреналин делује више преко α1 рецептора вазоконстрикторно.[8]
- Адреналин испољава дејство везујући се за одговарајуће рецепторе. Постоје α и β рецептори. α рецептори се деле на α1 и α2, а β на β1, β2 рецепторе. Адреналин се везије и за α и за β рецепторе подједнаким афинитетом (можда ипак за β рецепторе нешто јаче), док се неуротрансмитер норадреналин везује нешто јаче за α рецепторе. Одатле потиче и мала разлика у дејству ових веома сличних супстанци, тако да нпр. адреналин преко β2 рецептора може деловати вазодилататорно, а преко α1 вазоконстрикторно, док норадреналин делује више преко α1 рецептора вазоконстрикторно.

Међутим њиховом разградњом од стране ензима моноаминооксидазе и повећањем његове активности могу се ослободити крвни судови инхибиторног дејства ова група амина у току запаљењског процеса.

### 2. Протеаза
Протеаза је ензим који изазива протеолизу. Он преко катаболизма изазива хидролизом пептидних веза које повезују аминокиселине у полипептидне ланце од којих настају протеини.

### 3. Полипептиди
Полипептиди су полимери који се састоје од специфичног распореда (секвенције) L-аминокиселина које су међусобно повезане ковалентном пептидном (амидном) везом. Тих двадесет познатих аминокиселина се међусобно разликују по својим бочним ланцима.
По функцији полипептиди се  могу поделити на ензиме (биолошке катализаторе), антитела, хормоне, рецепторе и структурне полипептиде. Чак и полипетиди са веома кратким ланцем могу имати биолошку функцију. Такви су на пример окситоцин (хормон, 9
аминокиселинских остатака,лучи га хипофиза), брадикинин (9 аминокиселинских остатака, инхибиција запаљењских процеса у ткивима), аманитин (3 аминокиселинска остатак, отров у печуркама). Од већих полипептида са релативно кратким ланцем могу се издвојити субјединице инсулина (21 и 30 аминокиселинских остатака).  
Полипептидни ланци у протеинима састоје се од 50 до 500 аминокиселинских остатака. Пошто је средња релативна молекулска маса аминокиселина око 100, протеини имају РММ од 5.000 до 500.000 (5-500 kDa). На крајевима полипептидног лананца налазе се слободне амино и карбоксилне групе, тако да у првом случају говоримо о N-терминусу, а у другом о С-терминусу.

### 4. Различити медијатори
Хемијски медијатори запаљења ослобођени током упале интензивирају и пропагирају инфламаторни одговор (види табелу). Ови медијатори су растворљиви, дифузиблни молекули који могу да делују локално и системски. Медијатори потичу од крвне плазме и допуњују се пептидима и кининима.
Активности медијаторских посредника
| Активности                    | Медијатори* |
| ----------------------------- | --- |
| Вазодилатација                | Хистамин, серотонин, брадикинин, C3a, C5a, LTC4, LTD4, PGI2, PGE2, PGD2, PGF2, Хегаманов фактор, киноноген фрагмент, фибринопептидеза |
| Вазоконстрикција              | TXA2, LTB4, LTC4, LTD4, C5a |
| Контракција глатких мишића    | C3a, C5a, хистамин, LTB4, LTC4, LTD4, TXA2, серотонин, PAF, брадикинин                                                                |
| Дегранулација масних ћелија   | C5a, C3a |
| Пролиферација матичних ћелија | IL-3, G-CSF, GM-CSF, M-CSF |
| Хемотакса                     | C5a, LTB4, IL-8, PAF, 5-HETE, хистамин, остали                                                                                        |
| Издвајање зрнаца лизозома     | C5a, IL-8, PAF |
| Фагоцитоза                    | C3b, iC3b |
| Агрегација тромбоцита         | TXA2, PAF |
| Лепљивост ендотелних ћелија   | IL-1, TNF-α, LTB4 |
| Формирање гранулома           | IL-1, TNF-α |
| Бол                           | PGE2, брадикинин, хистамин, серотонин                                                                                                 |
| Грозница                      | IL-1, IL-6, TNF-α, PGE2 |

* C = комплементи, LT = леукотриен, PG = простагландин, TX = тромбоксан, PAF = фактор активирања тромбоцита,
IL = интерлеукин, CSF = стимулативни фактор колонија , HETE = hydroxyeicosatetranoate, TNF = фактор туморске некрозе

#### 4.1 Хегаманов фактор
Хегаманов фактор је серумски бета-глобулин који поред улоге у коагулацији крви, има следећа важна дејства;
- претварање плазминогена у плазмин
- претварање прекаликреина у каликлирен.

#### 4.2 Биолошки активни распадни продукти комплемената
- Систем комплемента је главни ефекторни механизам хуморалног имунитета и такође важан ефекторни механизам природног имунитета.
- Састоји се од серумских протеина и протеина у ћелијској мембрани који реагују међусобно као и са другим молекулима имунског система на начин који је високо контролисан.
- Активација комплемента обухвата секвенцијалну протеолизе протеина комплемента при чему се стварају протеолитички ензими.
- Протеини који чине систем комплемента су протеини плазме који су нормално инактивни; активирају се у одређеним условима да би створили продукте који остварују бројне ефекторне функције комплемента.
- Продукти активирања комплемента се ковалентно везују за површину бактерија или за антитела везана за бактерије или друге антигене.
- Активацију комплемента инхибирају регулаторни протеини који су присутни у ћелијској мембрани домаћина а нема их на мембрани бактерија.

Ефекти деловања комплемената
| Повољни ефекти деловања комплемента | Неповољни ефекти деловања комплемента |
| --- | ------------------------------------- |
| - Опсонизација и олакшавање фагоцитозе - Хемотакса и активација фагоцита - Лиза бактерија и инфицираних ћелија - Регулација хуморалног имуног одговора - Уклањање имуних комплекса - Уклањање апоптотичних ћелија | - Инфламација - Анафилакса            |

Најбољи познат стимулус за активацију комплемената је стварање комплекса антигена и антитела, за шта типичан пример у акутном запаљењу бактеријског порекла представља комбинација опонина у ексудату са бактеријском капсулом или ћелијским зидом. У овом процесу такође играју улогу и извесни протеолиотички ензими као плазмин и тромбин, затим лизозомски ензими пропалих неутрофила.
Очигледно активација комплемената и последично активирање акутног запаљења имају често повољне ефекте, нарочито у акутним инфектиувним болестима.
Путеви активације комплемената
| Класични пут | Лектински пут | Алтернативни пут |
| --- | --- | --- |
| - Изотипови антитела (IgM > IgG3 > IgG1 > IgG2) када се вежу за антиген - Комплекс Ag-At - Вируси - Субцелуларне мембране - Некротичне ћелије - Агрегирани Ig - β-амилоид (Alzheimer) - CR | Активира се, у одсуству антитела, на терминалним резидуама маноза протеина или полисахарида на ћелијској мембрани бактерија | Овај пут активирају скоро све стране супстанце: - ЛПС - Ендотоксин из ћелијског зида грам-негативних бактерија - Ћелијски зидови неких врста квасца - Протеини кобриног отрова (Кобра веном фактор) |

#### 4.3 Простагландини
Простагландини су једињења која настају ензиматским путем из масних киселина, и имају важне функције у телу. Простагландини, заједно са тромбоксанима и простациклинима, формирају простаноидну класу масних киселина и деривата, која је подкласа еикосаноида.
Простагландини нису хормони, него су аутокрини или паракрини, локално дејствујући молекулски гласници. Они се разликују од хормона по томе што се не продукују на посебним локацијама него на многим местима у телу. Такође, њихове циљне ћелије су присутне у непосредној близини места њиховог излучивања.
Они су медијатори који изазивају низ јаких физиолошких ефеката, као што је регулација контракције и релаксације глатког мишићног ткива.
Запаљењски процес представља један од стимулуса који доводи до стварања простагландина. Они узрокују вазодилатацију и повећавану васкуларну пропустљивост, при чему изгледа да делују директно на капиларе и венуле, а не путем лучења других агенса, као хистамин. Простагландини су одговорни за секундарну фазу акутног запаљења.

#### 4.4 Лимфокини
Активни биолошки продукти сензибилисаних лимфоцита су лимфокини. Њихови главни ефекти су накупљање и активација макрофага. Они су од нарочитог значаја у позном хиперсензибилитету и у хроничном запаљењу.

#### 4.5 Лизолецитин
Једини медијатор за кога је доказано да делује у другој (позној) фази запаљења је лизолецитин. Он се ослобађа преко комплемената који се налази у запаљеном ткиву. где изазива повећање пропустљивости венула и капилара.

#### 4.7 Комплекси антигена и антитела
Комплекси антигена и антитела могу деловати као медијатори акутних запаљењских реакција, и то посебно код васкулитиса. Такође. у низу других обољења са оштећењем крвних судова, очигледно као медијатори играју улогу циркулишући велики макромолекуларни агрегати антигена и антитела.